# Tillandsia arhiza
Tillandsia arhiza är en gräsväxtart som beskrevs av Carl Christian Mez. Tillandsia arhiza ingår i släktet Tillandsia och familjen Bromeliaceae. Inga underarter finns listade i Catalogue of Life.